# Comet (Musikpreis)
Der  Comet war ein von 1995 bis 2012 vergebener deutscher Musikpreis des Musiksenders VIVA. In einer unterschiedlichen Zahl von Kategorien wurden die beliebtesten und erfolgreichsten Stars der deutschen Musikszene mit dem Zuschauerpreis gekürt. Das Publikum entschied per Abstimmung, welche Künstler der verschiedenen Kategorien einen Comet mit nach Hause nehmen durften.
Zwischenzeitlich wurde der Preis in Kooperation mit anderen Fernsehsendern verliehen und übertragen. Von 1999 bis mindestens 2002 war der Medienpartner das ZDF. Im Jahr 2005 wurde der Preis zusammen mit ProSieben ausgerichtet.
2006 und 2012 fiel die Preisvergabe aus. Auch 2013 wurde die Verleihung zugunsten der MTV Europe Music Awards des Schwestersenders MTV abgesagt, deren Vergabe mittlerweile auf VIVA ausgestrahlt wurde, da MTV 2011 ins Pay-TV gewechselt war.
Von 2005 bis 2008 wurde als besondere Auszeichnung der Super-Comet vergeben. Unter allen Preisträgern des Abends bestimmten die Zuschauer während der Show per Telefonabstimmung den beliebtesten Comet-Künstler. Alle drei Male konnten Tokio Hotel den Preis gewinnen. 2008 wurde die Kategorie Star der Stars eingeführt, dessen Preisträger von den Nominierten der Veranstaltung bestimmt wurde. Als Sieger ging Herbert Grönemeyer hervor.

## Preisträger

### 1995
Moderiert von Heike Makatsch und Martin Wirsing, Veranstaltungsort: Kölsche Akropolis.
Preisträger:
- Dance Act: Real McCoy
- Hip-Hop Act: Schwester S.
- Ladies Act: Lucilectric
- Rock Act: Fury in the Slaughterhouse
- Techno Act: Marusha
- Avantgarde Act: Massive Attack
- Video des Jahres: H-Blockx – Risin’ High
- Durchstarter des Jahres: The Kelly Family
- Kellog’s Video des Jahres: The Kelly Family
- VIVA-VJ: Heike Makatsch
- Labels: Low Spirit
- Rundfunkstationen: Radio Kiss FM
- Creative Advertising: Diesel
- Videoregisseure: DoRo alias Hannes Rossacher und Rudi Dolezal

Höhepunkte: Interpreten wie Massive Attack und The Kelly Family sind live dabei und spielen ihre aktuellen Werke.

### 1996
Moderiert von Minh-Khai Phan-Thi und Christof Arnold, Veranstaltungsort: Kölsche Akropolis.
Preisträger:
- Video National: Die Ärzte – Rod Loves You
- Video International: Babylon Zoo – Animal Army, Spaceman
- Newcomer National: Tic Tac Toe
- Newcomer International: Skunk Anansie
- Act National: Die Toten Hosen
- Act International: Everything but the Girl
- Live Act: Die Fantastischen Vier
- Dance Act National: Captain Jack
- Dance Act International: Los del Río
- Durchstarter: Backstreet Boys
- Lifetime Achievement: Kiss
- Comedy: Die Doofen
- Rock & Distorted: Sepultura
- Jung, deutsch…: Tocotronic (sie lehnten den Preis ab, siehe Hinweis)
- Do the Right Thing: Greenpeace

Höhepunkte: Kiss-Auftritt in voller Montur, Robbie Williams singt seinen Hit Freedom.
Hinweis: Auf der Popkomm 1996 sollte der Band Tocotronic der Preis in der Kategorie Jung, deutsch und auf dem Weg nach oben verliehen werden. Die Band folgte der Einladung, lehnte den Preis, auf der Bühne stehend, jedoch mit folgender Begründung ab: „Wir sind nicht stolz darauf, jung zu sein. Wir sind auch nicht stolz darauf, deutsch zu sein. Und auf dem Weg nach oben, na ja…“. Die Kategorie wurde daraufhin abgeschafft.

### 1997
Moderiert von Tobias Schlegl und Berrit Arnold, Veranstaltungsort: Kölsche Akropolis.
Preisträger:
- Video National: Die Toten Hosen – Zehn kleine Jägermeister
- Video International: Spice Girls – Wannabe
- Newcomer National: Nana
- Newcomer International: *NSYNC
- Act National: Tic Tac Toe
- Act International: U2
- Live Act: Rammstein
- Dance Act National: Mr. President
- Durchstarter: Backstreet Boys
- R'n'B Act: Ginuwine
- Lifetime Achievement: Queen

Höhepunkte: Live-Auftritt von Skunk Anansie, U2 fliegen für den COMET ein und nehmen ihren Preis in der Kategorie Bester Internationaler Act entgegen. Die deutsche Boyband Touché feiert ihren ersten großen Live-Auftritt.

### 1998
Moderiert von Aleksandra Bechtel (1998 noch VIVA-Moderatorin) und Markus Kavka (damals noch VIVA-Zwei-Moderator), Veranstaltungsort: Kölsche Akropolis.
Preisträger:
- Video National: Sabrina Setlur – Glaubst du mir
- Video International: Missy Elliott – Sock It 2 Me
- Newcomer National: Guano Apes
- Newcomer International: All Saints
- Live Act: Guildo Horn
- Dance Act: Run-D.M.C. vs. Jason Nevins
- Act National: Nana
- Act International: Madonna
- Durchstarter: Backstreet Boys
- Progressive: Rammstein
- R'n'B Act: LL Cool J
- Volkswagen Sound Foundation: Basis
- Lifetime Achievement: Modern Talking
- Außerordentliche Verdienste um die europäische Jugend: Michail Gorbatschow

Höhepunkte: Michail Gorbatschow tritt beim COMET auf und bekommt einen Preis für seine außerordentlichen Verdienste um die europäische Jugend, Robbie Williams singt Let Me Entertain You, Live-Auftritt von Missy Elliott.

### 1999
Moderiert von den VIVA-Moderatorinnen Aleksandra Bechtel und Charlotte Roche, Veranstaltungsort: Kölsche Akropolis.
Preisträger:
- Video National: Die Fantastischen Vier – MfG – Mit freundlichen Grüßen
- Video International: Pet Shop Boys – I Don't Know What You Want but I Can't Give It Anymore
- Newcomer National: Sasha
- Newcomer International: Britney Spears
- Act National: Xavier Naidoo
- Act International: The Offspring
- Live Act: Marius Müller-Westernhagen
- Dance Act: WestBam
- Zuschauer-Comet VIVA: Backstreet Boys
- Zuschauer-Comet VIVA Zwei: Silverchair
- Hip-Hop Act: Freundeskreis
- Bester A & R: Neffi Temur
- VW Sound Foundation: SCYCS
- Beste Werbung: Mr. Oizo

Höhepunkte: Live-Auftritt von Die Fantastischen Vier mit MfG – Mit freundlichen Grüßen, Pet Shop Boys nehmen Preis entgegen, Harald Schmidt (Laudator) legt spektakuläres Tänzchen auf der Bühne hin.

### 2000
Moderiert von VIVA-Moderatorin Jessica Schwarz und ihrem VJ-Kollegen Mola Adebisi am 17. August 2000. Veranstaltungsort: Erster Ortswechsel: Der COMET geht auf die Expo nach Hannover.
Preisträger:
- Video National: Smudo – Rudi
- Video International: Moby – Why Does My Heart Feel So Bad
- Newcomer National: DJ Tomekk
- Newcomer International: A*Teens
- Act National: Die Toten Hosen, Xavier Naidoo
- Act International: *NSYNC
- Live Act: Bloodhound Gang
- Dance Act: Scooter
- Zuschauer-Comet VIVA: Britney Spears
- Zuschauer-Comet VIVA Zwei: HIM
- Hip-Hop National: Fünf Sterne deluxe
- McClip des Jahres: HIM – Join Me (in Death)
- Rock Act: Bloodhound Gang
- Latin Act: Santana
- Best Artist Webpage: Guano Apes
- Newcomer: myballoon
- Comeback: a-ha
- Lifetime Achievement: Bon Jovi

Höhepunkte: Live-Auftritte u. a. von a-ha, Bon Jovi, der Bloodhound Gang, Reamonn und Fettes Brot.

### 2001
Moderiert wurde die Show von Jessica Schwarz und Sasha. Veranstaltungsort: Kölsche Akropolis.
Preisträger:
- Newcomer International: Vanessa Amorosi
- Newcomer National: Sarah Connor
- Act National: No Angels
- Act International: Depeche Mode
- Video National: Marius Müller-Westernhagen – Nimm mich mit 2000
- Video International: Missy Elliott – Get Ur Freak On
- VIVA International
  - VIVAitaly: Velvet
  - VIVApolska!: Kazik Staszewski
  - VIVA+ (Ungarn): Ákos – Hûség
  - VIVA Swizz: Subzonic – Baby
- Online: Geri Halliwell
- Rock Act: Travis
- Hip-Hop National: Samy Deluxe
- Hip-Hop International: Xzibit
- Dance Act: Safri Duo
- Zuschauer-Comet VIVA Zwei: HIM
- Zuschauer-Comet VIVA: Westlife

Höhepunkte: Auftritte von Geri Halliwell, Nelly Furtado, den No Angels, Ronan Keating, Travis, HIM und den Brothers Keepers, dem Musikerzusammenschluss gegen Rechts u. a. mit Xavier Naidoo, Torch, Afrob und Samy Deluxe, Iggy Pop vergab zusammen mit Jessica Schwarz den Zuschauerpreis von VIVA Zwei an HIM.

### 2002
Moderiert wurde die Veranstaltung von Janin Reinhardt, Michael Mittermeier, Milka Loff Fernandes und Mirjam Weichselbraun. Veranstaltungsort: Kölsche Akropolis.
Preisträger:
- Act National: Xavier Naidoo
- Act International: Anastacia
- Newcomer National: Bro’Sis
- Newcomer International: Shakira
- Bester Live Act: Die Toten Hosen
- Rock Act: Nickelback
- Dance Act: DJs@Work
- Zuschauer-Comet VIVA 2002: No Angels
- Zuschauer-Comet VIVA Plus 2002: Alanis Morissette
- R'n'B & Hip-Hop National: Joy Denalane
- R'n'B & Hip-Hop International: Ashanti
- Video National: Die Toten Hosen
- Video International: Enrique Iglesias
- Online: Curse

Höhepunkte: Erster Live-Auftritt von Herbert Grönemeyer mit seiner Single Mensch, Auftritte von Anastacia, Enrique Iglesias, Alanis Morissette u. v. m.

### 2003
Moderiert wurde der Comet 2003 von Yvonne Catterfeld und Sasha. Veranstaltungsort: Kölnarena.
Preisträger:
- Band National: No Angels
- Künstler National: Herbert Grönemeyer
- Künstlerin National: Nena
- Act International: Shania Twain
- Newcomer National: Alexander
- Newcomer International: t.A.T.u.
- Video National: Rosenstolz
- Video International: Craig David
- Rock Act: Metallica
- Dance Act: Scooter
- Live Act: Herbert Grönemeyer
- Hip-Hop National: Kool Savas
- Hip-Hop International: Eminem
- Comedy: Helge Schneider

Höhepunkte: Live-Auftritt von Ricky Martin, Nena feierte ihr Comeback beim COMET, erster Auftritt von Dick Brave (Sasha) vor dem großen Erfolg mit seiner Platte in Deutschland.

### 2004
Moderiert wurde die Sendung von Ralf Bauer und Wolke Hegenbarth.
Die Verleihung wurde aus der Kölnarena übertragen.
Preisträger:
- Act National: Rosenstolz
- Künstler(in) National: Dick Brave
- Künstler(in) International: Avril Lavigne
- R'n'B / Hip-Hop Act: The Black Eyed Peas
- Newcomer National: Sido
- Video National: Die Fantastischen Vier
- Video International: R.E.M.
- Filmsong: Stefan Raab – Space Taxi

Höhepunkte: Auftritte von mehr als zehn nationalen und internationalen Akteuren, darunter Bryan Adams, Die Fantastischen Vier und Marilyn Manson. Beim Auftritt von Manson ereignete sich ein tragischer Zwischenfall: Der Schlagzeuger des Schock-Rockers stürzte aus zwei Metern Höhe von der Bühne – die Veranstaltung musste für 20 Minuten unterbrochen werden, der Schlagzeuger kam mit Knochenbrüchen ins Krankenhaus. Sängerin Nelly Furtado sang zusammen mit den Sportfreunden Stiller den Song Ich, Roque.

### 2005
2005 wurde die COMET-Verleihung von VIVA-Moderatorin Gülcan Kamps und Stefan Raab moderiert. Die Awardshow fand in der König-Pilsener-Arena in Oberhausen statt und wurde auf VIVA und ProSieben ausgestrahlt.
Preisträger:
- Künstlerin: Sarah Connor
- Künstler: Gentleman
- Song: Fettes Brot – Emanuela
- Album: Söhne Mannheims – Noiz
- Band: Fettes Brot
- Newcomer: Tokio Hotel – Durch den Monsun
- Live Act: Silbermond
- Video: Rammstein – Keine Lust
- Erfolgreichster Download-Song: Söhne Mannheims – Und wenn ein Lied
- Live-Comedy: Oliver Pocher
- Super-COMET: Tokio Hotel

Höhepunkte: Erstmals wurde der Super-COMET vergeben, seit 2005 ist der COMET der einzige ausschließlich nationale Musikpreis Deutschlands, außergewöhnlicher Live-Auftritt von Wir sind Helden, bei dem sie als Comic-Helden verkleidet originalgetreu ihren Videoclip zum Song Von hier an blind auf der Bühne präsentierten.

### 2006
2006 fiel die Preisverleihung aus.

### 2007
Am 3. Mai fand die COMET-Verleihung 2007 statt. Die Show wurde live aus dem Kölner Musical Dome gesendet und wurde von Sido, Johanna Klum und Collien Fernandes moderiert.
Preisträger:
- Beste Künstlerin: Sarah Connor
- Bester Song: Silbermond – Das Beste
- Bester Live Act: Silbermond
- Bestes Video: Tokio Hotel – Der letzte Tag
- Beste Band: Tokio Hotel
- Bester Künstler: Bushido
- Bester Newcomer: Nevio
- Erfolgreichster Download-Song: Silbermond – Das Beste
- Super-COMET: Tokio Hotel

Höhepunkte: Sarah Connor nahm den Preis als Beste Künstlerin entgegen, Tokio Hotel und Silbermond traten auf und erhielten jeweils drei Preise.

### 2008
Am 23. Mai fand die Comet-Verleihung 2008 in der König-Pilsener-Arena in Oberhausen statt. Durch die Sendung führte Oliver Pocher unterstützt von den VIVA-Moderatorinnen Gülcan Kamps und Collien Fernandes. Vom roten Teppich berichteten die VIVA-Moderatoren Johanna Klum und Klaas Heufer-Umlauf. Die Show wurde live auf VIVA ausgestrahlt. Zum ersten Mal hatten alle nominierten Künstler die Möglichkeit, unter sich den Star der Stars auszumachen. Der erste Preisträger in der Kategorie war Herbert Grönemeyer. Ebenfalls zum ersten Mal wurde 2008 der Platin-COMET verliehen.
Preisträger:
- Beste(r) Künstler(in): Bushido
- Bester Live Act: Tokio Hotel
- Bester Newcomer: Mark Medlock
- Beste Band: Tokio Hotel
- Bester Song: Monrose – Hot Summer
- Star der Stars: Herbert Grönemeyer
- Bestes Video: Tokio Hotel – An deiner Seite
- Platin-COMET für das Lebenswerk: Udo Lindenberg
- Super-COMET: Tokio Hotel

Höhepunkte: Live-Auftritte von Monrose, Mark Medlock, Fettes Brot, Jimi Blue Ochsenknecht gemeinsam mit Wilson Gonzalez Ochsenknecht, Udo Lindenberg mit Jan Delay, Bushido, Sido mit Ich + Ich. Tokio Hotel brachen den COMET-Rekord, indem sie vier Preise gewannen.

### 2009

VIVA-Comet-Logo 2009

Am 29. Mai fand die Comet-Verleihung 2009 ebenfalls in der König-Pilsener-Arena in Oberhausen statt. Moderator des Musikevents war zum zweiten Mal Oliver Pocher. Collien Fernandes wurde wieder als Co-Moderatorin engagiert und moderierte die Schalten aus dem sogenannten Glamour Pit, in dem sich die Künstler aufhalten. Die VIVA-VJs Gülcan Kamps und Jan Köppen waren am roten Teppich vor Ort.
Preisträger:
- Bester Künstler: Mark Medlock
- Beste Künstlerin: Sarah Connor
- Bestes Video: Peter Fox – Alles neu
- Bester Song: Sidos Hands On Scooter – Beweg dein Arsch
- Beste Band: Monrose
- Bester Durchstarter: Aloha from Hell
- Bester Online-Star: Tokio Hotel
- Star der Stars: Peter Fox
- Bester Live Act: Stefanie Heinzmann

Live-Auftritte:
- Monrose: Medley (I Kissed a Girl, Just Dance, If I Were a Boy, So What)
- Eisblume: Leben ist schön
- Stefanie Heinzmann: The Unforgiven
- Jeanette: Material Boy (Don’t Look Back)
- Cassandra Steen feat. Adel Tawil: Stadt
- Mark Medlock: Mamacita
- Ashley Tisdale: It’s Alright, It’s OK
- Sportfreunde Stiller: Ein Kompliment

### 2010

VIVA-Comet-Logo 2010

Am 21. Mai 2010 fand die 15. Comet-Verleihung wiederum in der König-Pilsener-Arena in Oberhausen statt. Die VIVA-Moderatorin und Schauspielerin Collien Fernandes moderierte die Veranstaltung, zusammen mit Jan Köppen.
Preisträger:
- Bester Künstler: Mark Medlock
- Beste Künstlerin: Cascada
- Bestes Video: Silbermond – Krieger des Lichts
- Bester Song: Sido – Hey du!
- Beste Band: Silbermond
- Bester Durchstarter: Daniel Schuhmacher
- Bester Partysong: Die Atzen (Frauenarzt und Manny Marc) – Das geht ab!
- Star der Stars: Jan Delay
- Bester Live Act: Tokio Hotel
- Platin-COMET: Scooter (meistgespielter Act aller Zeiten)

Laudatoren waren unter anderem: Monrose, Ralf Moeller, Johanna Klum, Sara Nuru, Oliver Pocher, Daniel Schuhmacher und Sido.

### 2011

VIVA-Comet-Logo 2011

Die 16. Comet-Verleihung fand am 27. Mai 2011 in der König-Pilsener-Arena in Oberhausen statt. Die VIVA-Moderatorin und Schauspielerin Collien Fernandes moderierte die Veranstaltung zusammen mit Palina Rojinski.
Preisträger:
- Bester Künstler: Sido
- Beste Künstlerin: Lena
- Bestes Video: Beatsteaks – Milk & Honey
- Bester Song: Unheilig – Geboren um zu leben
- Beste Band: Culcha Candela
- Bester Durchstarter: The Black Pony
- Bester Partysong: Laserkraft 3D – Nein, Mann!
- Bester Live Act: Revolverheld
- Platin-COMET: Nena

Laudatoren waren unter anderem: Daniela Katzenberger, Sido, Fernanda Brandão, Oliver Pocher und Jorge Gonzalez.

### Seit 2012
Im Mai 2012 entschied sich der Berliner Sender VIVA die Preisverleihung zugunsten der MTV Europe Music Awards im November 2012 in Frankfurt auszusetzen. Dies war der zweite Ausfall der VIVA-Comet-Verleihung seit 2006. Auch in den darauffolgenden Jahren fanden keine Verleihungen mehr statt.

## Polen
Preisträger:

### 2007
- Special Award: US5
- Newcomer des Jahres: Grupa Operacyjna
- Künstler des Jahres: Mezo
- Künstlerin des Jahres: Doda
- Klingelton des Jahres: Kalwi & Remi – Explosion
- Handybild des Jahres: Doda
- Band des Jahres: The Jet Set
- Musikvideo des Jahres: Doda – Katharsis
- Planet VIVA – Charts Awards: Gosia Andrzejewicz – Pozwól Żyć

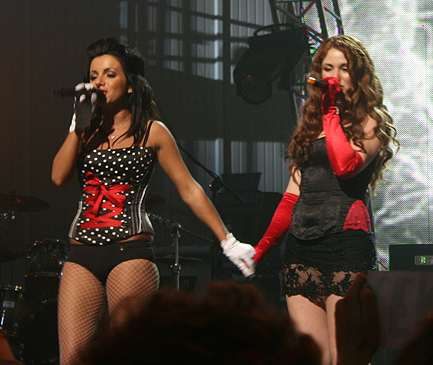
t.A.T.u. beim VIVA Comet 2008, Polen

- „Genuss“ des Jahres: Mundurki

### 2008
- Special Award: t.A.T.u.
- Newcomer des Jahres: Natalia Lesz
- Künstler des Jahres: Stachursky
- Künstlerin des Jahres: Doda
- Klingelton des Jahres: Ewelina Flinta & Łukasz Zagrobelny – Nie kłam, że kochasz mnie
- Handybild des Jahres: Doda
- Band des Jahres: Feel
- Musikvideo des Jahres: Doda – Nie daj się
- Planet VIVA – Charts Awards: Doda – Nie daj się
- „Muzodajnia“: Feel
- Beste Band: Culcha Candela

### 2010
- Newcomer des Jahres: Mrozu
- Künstler des Jahres: Liber
- Künstlerin des Jahres: Ewa Farna
- Klingelton des Jahres: Ania Wyszkoni – Czy ten pan i pani
- Handybild des Jahres: Agnieszka Chylińska
- Band des Jahres: Afromental
- Musikvideo des Jahres: Doda – Rany
- Planet VIVA – Charts Awards: Ewa Farna – Cicho
- Künstler des Jahrzehnts: Doda
- Song des Jahrzehnts: Virgin – Szansa

### 2011
- Debüt des Jahres: Robert M
- Künstler des Jahres: Robert M
- Künstlerin des Jahres: Doda
- Band des Jahres: Afromental

VIVA-Comet-Logo 2011 in Polen

- Charts Award: Ewa Farna – EWAkuacja
- Image des Jahres: Ewa Farna
- Album des Jahres: Ewa Farna – EWAkuacja
- Video des Jahres: Ewa Farna – EWAkuacja
- Klingelton des Jahres: Robert M – Dancehall Track
- Das Beste auf viva-tv.pl: VIVA i Przyjaciele – Muzyki moc

### 2012

VIVA-Comet-Logo 2012 in Polen

Der fünfte polnische VIVA Comet fand am 23. Februar 2012 in Warschau statt.
- Band des Jahres: Video
- Künstler des Jahres: Wojciech Łuszczykiewicz
- Künstlerin des Jahres: Ewa Farna
- Debüt des Jahres: Honorata Skarbek
- Hit des Jahres: Sylwia Grzeszczak – Małe rzeczy
- Image des Jahres: Edyta Górniak
- Video des Jahres: Doda – XXX
- Album des Jahres: Video – Nie obchodzi nas rock
- Das Beste auf VIVA-tv.pl: Ewa Farna – Bez Łez
- Klingelton des Jahres: Ewa Farna – Bez Łez